# San Juan del Olmo
San Juan del Olmo é um município da Espanha na província de Ávila, comunidade autónoma de Castela e Leão, de área  km² com população de 137 habitantes (2007) e densidade populacional de 5,13 hab/km².

## Demografia
| Variação demográfica do município entre 1991 e 2007 | Variação demográfica do município entre 1991 e 2007 | Variação demográfica do município entre 1991 e 2007 | Variação demográfica do município entre 1991 e 2007 | Variação demográfica do município entre 1991 e 2007 |
| --------------------------------------------------- | --------------------------------------------------- | --------------------------------------------------- | --------------------------------------------------- | --------------------------------------------------- |
| 1991                                                | 1996                                                | 2001                                                | 2004                                                | 2007                                                |
| 218                                                 | 194                                                 | 155                                                 | 156                                                 | 137                                                 |